# Грей, Тони
Энтони Грей (англ. Anthony Gray; 6 апреля 1984, Ливерпуль, Англия) — английский футболист, играющий на позиции нападающего в клубе «Сити оф Ливерпуль».

## Карьера
Грей родился в Ливерпуля, 27 июня 1983 года. Тони начинал свой путь в академии валлийского клуба «Бангор Сити», а в 2004 году в возрасте 20 лет стал привлекаться к играм за основу, выступающей в высшем дивизионе Уэльса. В 2005 Грей переходит в клуб «Берско», где впервые стал играть с Мэтти Макгинном, который также является уроженцем Ливерпуля, а через год уходит в «Саутпорт». Через два года Грей отправился в «Дройлсден», но через два года вновь возвратился в «Саутпорт». Следующим клубом в карьере нападающего стал «Честер», где провел один год. Затем играл за «Телфорд Юнайтед» и в 2015 году вернулся назад в Уэльс. Но на этот раз в клуб «Эйрбас», где, в который раз, стал партнером Макгинна.